# Uscanoidea aliciae
Uscanoidea aliciae är en stekelart som först beskrevs av De Santis 1972.  Uscanoidea aliciae ingår i släktet Uscanoidea och familjen hårstrimsteklar. Inga underarter finns listade i Catalogue of Life.